# Bradysia longimedia
Bradysia longimedia är en tvåvingeart som beskrevs av Yang, Zhang och Yang 1993. Bradysia longimedia ingår i släktet Bradysia och familjen sorgmyggor.
Artens utbredningsområde är Guizhou (Kina). Inga underarter finns listade i Catalogue of Life.